# アントニー・ラシオピ
アントニー・ラシオピ（Anthony Racioppi、1998年12月31日 - ）は、スイス・ジュネーヴ出身のサッカー選手。BSCヤングボーイズ所属。ポジションはゴールキーパー。

## クラブ経歴
2020年10月8日、リーグ・アンのFCメス戦でプロデビューを果たした。

## 代表経歴
スイスでは、将来の代表を担う存在と期待されており、U-21スイス代表としてUEFA U-21欧州選手権2021に参加した。